# Mucharrif ad-Dawla Hasan
Mucharrif ad-Dawla Hasan (Noblesse de l'empire), né en 1003, est le plus jeune des quatre fils de l'émir bouyide d'Irak et du Fars Bahâ' ad-Dawla Fîrûz. Il lui succède à Bagdad en 1021 jusqu'à sa mort en 1025.

## Biographie
Bahâ' ad-Dawla décède le 22 décembre 1012, il laisse quatre fils :
- Fannâ Khusraw qui lui succède comme émir d'Irak et du Fars avec le titre de Sultan ad-Dawla (Sultan de l'empire). :
- Chirzîl est nommé gouverneur de Bassora avec le titre de Jalâl ad-Dawla (Splendeur de l'empire).
- Abû al-Fawâris est nommé gouverneur du Kermân avec le titre de Qiwâm ad-Dawla (Soutien de l'empire) .
- Hasan est nommé gouverneur de l’Irak avec le titre de Mucharrif ad-Dawla (Noblesse de l'empire).

A Bagdad, la rivalité entre les troupes turques et les troupes daylamites continue de susciter des troubles. L'arrivée de Sultan ad-Dawla augmente le nombre des daylamites et leur influence.
En 1021, les mercenaires turcs désignent Mucharrif ad-Dawla Hasan comme leur émir. Après de longues négociations, Sultan ad-Dawla reconnaît son frère comme « roi d'Irak » un titre inconnu jusque-là. Néanmoins Sultan ad-Dawla tente de reprendre le pouvoir directement, envahit l'Irak avec son armée, est vaincu les troupes de Mucharrif ad-Dawla. En conséquence, l'Irak devient complètement indépendant, Sultan ad-Dawla est expulsé d'Irak, son nom n'est plus cité lors des prières du vendredi, Mucharrif ad-Dawla est tenu pour le nouvel « émirs des émirs ».
Pendant le reste de son règne en Irak, Mucharrif ad-Dawla doit calmer les troupes turques qui l'ont porté au pouvoir.
En 1023 ou 1024, le gouverneur kakouyide d'Ispanhan, Abû Ja`far `Ala' ad-Dawla Muhammed envahit Hamadân, prend Hulwân aux Banû Annaz. Mucharrif ad-Dawla contraint les Kakouyides à se retirer d'Hulwan, mais ils conservent Hamadân. La paix est conclue entre les deux familles sous forme d'alliances matrimoniales.
Sultan ad-Dawla décède en décembre 1024. Son fils `Imâd ad-Dîn Marzubân lui succède dans le Fars.
Mucharrif ad-Dawla décède en mai 1025. Sa succession est difficile, car Mucharrif ad-Dawla n'a pas de fils. Son frère aîné Qiwâm ad-Dawla règne à Kerman, son puîné Jalâl ad-Dawla Chirzîl est gouverneur de Bassora et le Fars est dirigé par son neveu, `Imâd ad-Dîn Marzûban. Jalâl ad-Dawla est désigné comme successeur. Les chefs militaires soutiennent `Imâd ad-Dîn qui est empêché d'entrer en Irak par Qiwâm ad-Dawla. Enfin en octobre 1027, Jalâl ad-Dawla entre dans Bagdad, et est officiellement investi du titre « d'émir des émirs ».